# Aviátor
Az Aviátor (eredeti cím: The Aviator) egy 2004-es amerikai filmdráma Martin Scorsese rendezésében, Leonardo DiCaprio főszereplésével. A film Howard Hughesről szól, aki egy személyben volt filmproducer, filmrendező, mérnök és pilóta, így a huszadik század legfigyelemreméltóbb egyéniségei közé tartozott. Sikeres feltalálóként, dörzsölt iparmágnásként, ünnepelt hollywoodi producerként az álmai megvalósításáért mindenre kész amerikai ideálját testesítette meg. A húszas évek közepétől a negyvenes évekig terjedő időszakban nemcsak a filmkészítést, de legnagyobb szenvedélyét, a repülést is forradalmasította. A filmen Hughes életének e mozgalmas időszaka elevenedik meg. A határtalan kísérletező kedv, a szenvedélyes szerelmi ügyek, és a kíméletlen üzleti csatározások mellett Hughes ekkor szembesült a siker és a hírnév árnyoldalával és saját maximalizmusának következményeivel is. A film érdekessége, hogy makettek, a hagyományos világítási és díszletezési módszerek és a digitális technológia kombinálásával a Hughes korabeli filmek képi világát idézi. A film 11 Oscar-díj jelölést kapott, amelyből 5-öt haza is vihetett, Leonardo DiCaprio-t pedig Golden Globe-díjjal jutalmazták a legjobb színész kategóriában.

## Szereplők
| Szereplő                | Színész           | Magyar hang      |
| ----------------------- | ----------------- | ---------------- |
| Howard Hughes           | Leonardo DiCaprio | Hevér Gábor      |
| Katharine Hepburn       | Cate Blanchett    | Németh Kriszta   |
| id. Ralph Owen Brewster | Alan Alda         | Végvári Tamás    |
| Ava Gardner             | Kate Beckinsale   | Németh Borbála   |
| Juan Trippe             | Alec Baldwin      | Mihályi Győző    |
| Noah Dietrich           | John C. Reilly    | Berzsenyi Zoltán |
| Fitz professzor         | Ian Holm          | Versényi László  |
| Jack Frye               | Danny Huston      | Kárpáti Levente  |
| Jean Harlow             | Gwen Stefani      | Szabó Gertrúd    |
| Johnny Meyer            | Adam Scott        | Széles Tamás     |
| Glenn Odekirk           | Matt Ross         | Kamarás Iván     |
| Errol Flynn             | Jude Law          | Zámbori Soma     |

## Cselekmény
|  | Alább a cselekmény részletei következnek! |

A film még Howard Hughes gyermekkorában kezdődik, ahol az édesanyja éppen megmosdatja a fiút. Howard életének e pillanatára vonatkoztatható vissza a tisztaságmániája, ami később nagymértékben elhatalmasodott rajta.

## Díjak és jelölések
- Oscar-díj
  - díj: legjobb operatőr (Robert Richardson)
  - díj: legjobb női mellékszereplő (Cate Blanchett)
  - díj: legjobb jelmeztervezés (Sandy Powel)
  - díj: legjobb vágás (Thelma Schoonmaker)
  - díj: legjobb díszlet ( Dante Ferretti, Francesca LoSchiavo)
  - jelölés: legjobb rendező (Martin Scorsese)
  - jelölés: legjobb férfi főszereplő (Leonardo DiCaprio)
  - jelölés: legjobb férfi mellékszereplő (Alan Alda)
  - jelölés: legjobb eredeti forgatókönyv (John Logan)
  - jelölés: legjobb hang (Tom Fleischman, Petur Hliddal)
  - jelölés: legjobb játékfilm (Michael Mann, Graham King)
- Golden Globe-díj
  - díj: legjobb férfi főszereplő (Leonardo DiCaprio)
  - jelölés: legjobb rendező (Martin Scorsese)
  - jelölés: legjobb női mellékszereplő (Cate Blanchett)
  - jelölés: legjobb forgatókönyv (John Logan)
- BAFTA-díj
  - díj: legjobb film
  - díj: legjobb női mellékszereplő (Cate Blanchett)
  - díj: legjobb látványtervezés (Dante Ferretti)
  - díj: legjobb smink és maszk (Sian Grigg, Kathryn Blondell, Morag Ross)
  - jelölés: legjobb operatőr (Robert Richardson)
  - jelölés: legjobb eredeti forgatókönyv (John Logan)
  - jelölés: legjobb jelmeztervezés (Sandy Powell)
  - jelölés: legjobb vizuális effektusok (Bruce Steinheimer, Robert Legato, Peter G. Travers, Matthew Gratzner)
  - jelölés: legjobb hang (Petur Hliddal, Eugene Gearty, Philip Stockton, Tom Fleischman)
  - jelölés: legjobb vágás (Thelma Schoonmaker)
  - jelölés: legjobb férfi főszereplő (Leonardo DiCaprio)